# Гарольд Лестер Джонсон
Га́рольд Ле́стер Джо́нсон (англ. Harold Lester Johnson; 17 квітня 1921, Денвер — 2 квітня 1980, Мехіко) — американський астроном, член Національної АН США.

## Біографія
Народився в Денвері (штат Колорадо). 1942 року закінчив Денверський університет. У 1942—1945 роках працював у Массачусетському технологічному інституті, потім — у Лікській, Ловеллівській, Вошбернській і Єркській обсерваторіях. У 1952—1959 роках — астроном Ловеллівської обсерваторії, у 1959—1962 — професор астрономії Техаського університету, від 1962 — професор Аризонського університету і астроном Стюардовскої обсерваторії цього університету. Від 1969 був також професором Астрономічного інституту Національного університету в Мехіко (Мексика).

## Науковий доробок
Основні наукові праці присвячені зоряній фотометрії. 1953 року спільно з В. В. Морганом і Д. Гаррісом створив триколірну широкосмугову електрофотометричну систему для видимої та ближньої ультрафіолетової частини спектру — так звану систему UBV, ухвалену як міжнародний стандарт для зоряної фотометрії. Виконав у цій системі численні високоточні спостереження зір галактичного поля, а також зір у розсіяних і кулястих скупченнях і побудував за цими спостереженнями діаграми Герцшпрунга — Расселла, які використовувало багато дослідників для вивчення зоряної еволюції. Система Джонсона дає можливість визначати поправки за загальне і диференціальне поглинання світла в міжзоряному просторі і завдяки цьому відіграла велику роль у вивченні будови Галактики. На початку 1960-х років Джонсон поширив свою систему в інфрачервону область і виконав перші масові вимірювання блиску зірок у різних її смугах; це дозволило йому встановити шкалу болометричних величин і ефективних температур для холодних зірок. Одним з важливих відкриттів, зроблених Джонсоном в ході цих досліджень, було виявлення 1964 року надлишкового інфрачервоного випромінювання у квазара 3С 273. Ці роботи Джонсона, поряд з першими інфрачервоними оглядами неба, проведеними Дж. Нойгебауером, Д. Марцем і Р. Лейтоном, Ф. Лоу, поклали початок інфрачервоної астрономії.
Член низки наукових товариств.
Премія ім. Г. Ворнера Американського астрономічного товариства.